# Pastel de cabracho

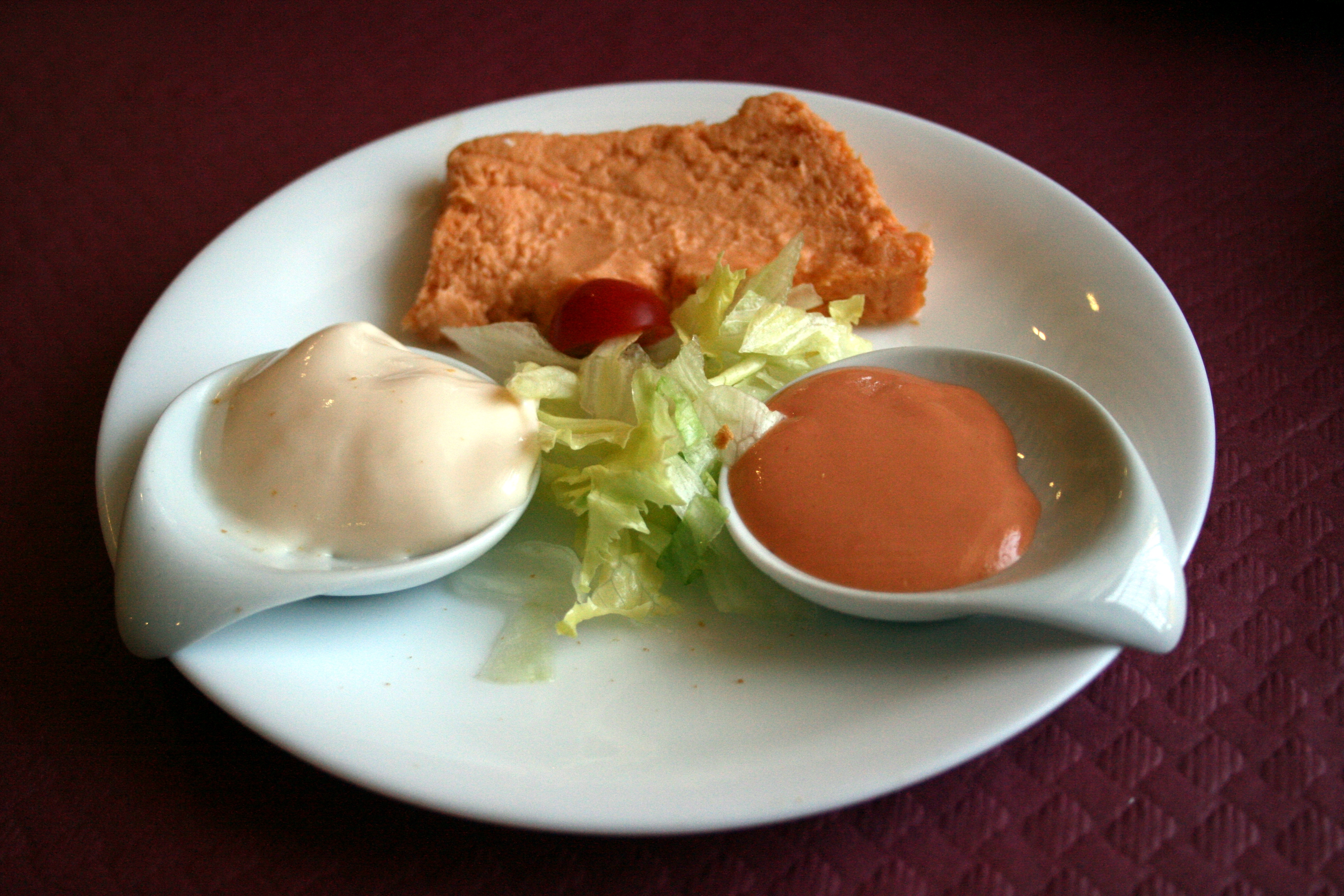
Pastel de cabracho acompañado de dos salsas

El pastel, pudín o paté de cabracho es una especie de puré o paté elaborado con la carne semigrasa y preparada del cabracho. Se trata de un plato tradicional de las cocinas asturiana (conocido como tiñosu), cántabra y vasca (en esta última se denomina pastel de kabraroka o itxaskabra), y es muy celebrado en los pueblos y localidades de la costa del mar Cantábrico. Es considerado como una variación del budín de merluza que podemos encontrar en el libro La cocina completa (1933) de María Mestayer, marquesa de Parabere. Uno de los promotores de este plato ha sido el cocinero vasco Juan Mari Arzak.

## Características
La carne del cabracho se cuece en un caldo de pescado durante unos minutos (algunas recetas lo tratan al vapor), para desactivar el veneno de sus espinas. A pesar de ser un pez con apariencia roja su carne es blanca y fina. Algunas recetas emplean merluza en lugar de cabracho, aunque el resultado no es igual. Tras esta operación de cocción, se desmiga y se quitan las espinas, se mezcla la carne con salsa de tomate, nata y huevo, además de algunas verduras cocidas (zanahoria, apio, etcétera) y todo ello se tritura para formar una masa que se hornea al baño María en un molde alargado.